# Sigurdsristningar

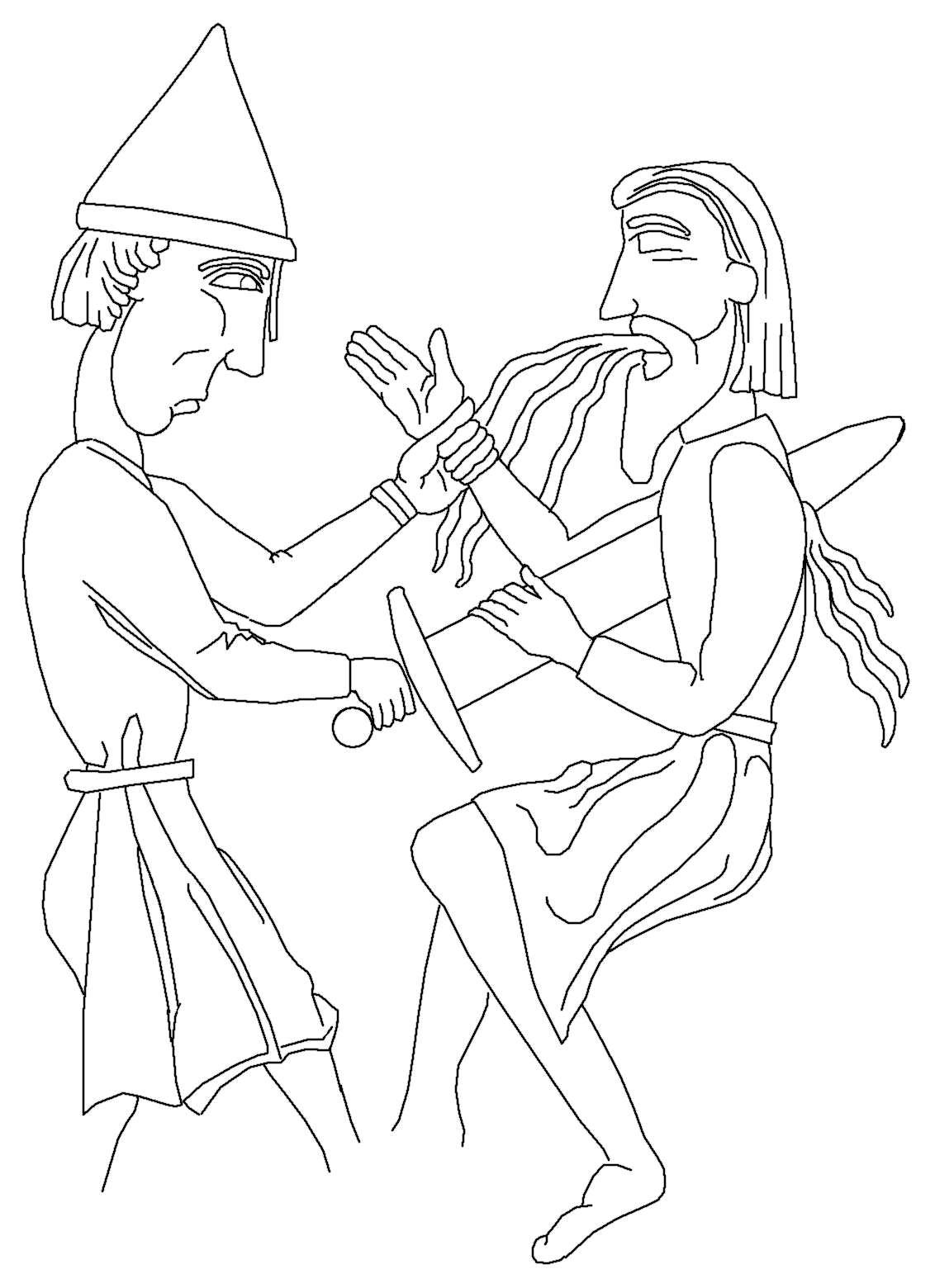
Sigurd dödar Regin, från portalen av Hylestads stavkyrka

Sigurdsristningar är bildframställningar ur sagan om Sigurd Fafnesbane. Dessa förekommer i Sverige, Norge och England. 
I Sverige finns sådana på åtskilliga runstenar från mitten av 1000-talet: särskilt Sigurdsristningen på Ramsundsberget och Gökstenen, Drävlestenen och Norumfunten (1100-talet). Drävlestenen, runstenarna i Årsunda och Ockelbo samt kyrkdörren i Värsås och Överhogdalstapeten har element från sagan. De visar åtminstone när Sigurd genomborrar ormen, Drävlestenen möjligen även dvärgen Andvare med ringen Andvaranaut.  
I Norge finns Sigurdsristningar på de rikt snidade kyrkoportalerna från 1100-1200-talen i Hylestad, Opdal, Veigusdal, Lærdal och Ostad och på några stolskulpturer, i England på Halton-korset inte långt från Lancaster, vars ornamentering inte röjer nordiskt inflytande, och på stenar i S:t Andreas, Jurby, Malew och Ramsay på ön Man, som är resta av norrmän på 1000-talet; däremot inte med säkerhet på det angelsaxiska runristade Franks Casket från 700-talet. De norska ristningarna innehåller stor rikedom på bilder, till exempel den i Hylestad: Regin i smedjan, Regin och Sigurd prövande det smidda svärdet, Sigurd genomborrande draken, Sigurd stekande Fafners kött medan Regin sover, fågeln i trädet, Grane klövjad med skatten, Sigurd dödande Regin, och Gunnar i ormgropen, spelande harpa med fötterna, och Ostad-dörren visar ett nytt motiv: hur Atles tjänare skära ut Hognes hjärta. 
De engelska bilderna visar mest Sigurd när han genomborrar ormen och steker hans kött samt Grane, men Ramsaystenen visar även Loke när han kastar sten på uttern (se Reidmar), som just biter i en lax. Henrik Schück antar, att sagan om Sigurd Fafnesbane medförts av angelsaxerna till England och därifrån spritt sig till Norden och att vävda tapeter, som var en omtyckt handelsvara, med bildliga framställningar ur sagan mycket bidragit till dess spridning och utgjort mönster för ovan omtalade bildristningar, samt påpekar, att både de engelska och de nordiska bilderna förutsätter den äldre avfattningen av sagan, varemot i Tyskland blott den yngre förekommer.